# Cursus Sacro-harmonicus
Der Cursus Sacro-harmonicus ist ein Zyklus von 56 Messen, Gradualien und Offertorien des böhmischen Komponisten Jakub Jan Ryba, dessen Teile I–V er zwischen 1808 und 1814 der Stadt Pilsen widmete. Der Zyklus blieb aufgrund des Selbstmordes des Komponisten im Jahre 1815 unvollendet.

## J.J. Ryba und Pilsen
„Die Bekanntschaften in der Stadt Pilsen kann ich auf meinen Freund  František Křepelka zurückführen, damals der erste Lehrer in der Hauptschule, der außerdem auch der Chordirektor in der Stadt war. Von ihm erfuhr ich, dass viele von meinen  kirchlichen Musikstücken einen Lob in dieser Stadt bekämen, und er hielt mir anheim, für Pilsen ein Oratorium zu schreiben.“

schildert Ryba seine Kontakte zur Stadt Pilsen. Auch überliefert er an anderer Stelle einen Brief des erwähnten Křepelka vom 17. November 1800:

„Mit sehr vielen Beifall führte ich am 17. d. die Messe in C von Ihnen auf,... so auch das Offertorium C, welches Sie für den H. Naxara nach Přessticz setzten, weil sie mir sehr gefällt. Ihre Sachen werden alle sauber kopirt, und am pilsner Chore zu Ihrem ewigen Ruhme glänzen, weil mir aufgetragen wurde, Ihre Sachen an das Chor zu verkaufen; alßo dort einst ewige Belohnung, und hier fortdauernder Ruhm! – Benetzt da keine Thräne ihre Wangen? – o, mir rollen mehrer darüber!“

Spätestens seit 1800, vielleicht aber auch schon früher, wurden Rybas Werke in Pilsen aufgeführt. So nimmt es kein Wunder, dass ihn Anfang 1805 eine Auftragskomposition der St.-Bartholomäus-Kirche erwartete. Angesichts der bevorstehenden Passionszeit bot sich eine Passion oder ein Stabat mater an. Er entschied sich für letzteres.
Der Text des Stabat mater wurde im 13. Jahrhundert von einem bis heute nicht identifizierten Autor verfasst und diente ursprünglich als ein aus zehn jeweils sprachlich gleich gebauten Strophen bestehendes Reimgebet. Erst 1727 war das Stabat mater von der katholischen Kirche als Sequenz zum damals neu eingeführten „Fest der Sieben Schmerzen Mariens“ am 15. September konstituiert worden. Textlich deutet der Text jene Stelle aus, die bei Johannes 25 beschrieben wird: Es standen aber bei dem Kreuz Jesu seine Mutter und seiner Mutter Schwester, Maria, die Frau des Klopas, und Maria von Magdala.
Die moderne Ausdrucksstärke des Textes lag im Moment des Mitleidens Marias an den Leiden ihres Sohnes. Diese Intensität des Mit-Leidens, der emotionalen Teilnahme, wurde in den 70er Jahren des 18. Jahrhunderts zu einem beliebten Motiv der sog. Empfindsamkeit. Vor allem Giovanni Battista Pergolesis Stabat-mater-Vertonung wurde zu einer Hymne der sog. Empfindsamen.
Die Beziehung Rybas zu Pilsen wird in der Literatur öfters erwähnt, die Werke selbst jedoch kennt niemand. Obwohl viele davon erhalten geblieben sind, gibt es keine moderne Notenausgabe, keine Aufnahmen und keine wissenschaftlichen Arbeiten über diese Werke.
Ein Komponist wie Ryba, als Selbstmörder von einem besonderen Mythos umwoben, ist der Mystifikation in besonderem Maße ausgesetzt. Auch im Falle des sog. Pilsener Stabat maters werden immer wieder einige Fakten verschwiegen oder unpräzise weitergegeben.
Am 28. Mai 1805 wurden Jakub Jan Ryba die Pilsener Bürgerrechte verliehen, die Stadt Pilsen konnte sich mit dem Namen eines Komponisten schmücken, der weit über die Landesgrenzen Bekanntheit errungen hatte. Seit dieser Zeit fühlte sich Ryba Pilsen besonders verbunden und widmete der Stadt regelmäßig zahlreiche Werke. In seiner in Reimform gehaltenen Autobiographie schreibt er:

„Wisse, dass auch ich, wie andere

fleißige Lehrer

Lob und Anerkennung

für meine schulische Mühe

erhielt. Dann erkor mich das treue Pilsen

(bitte kein Neid!)

zum Ehrenbürger,

dazu gab sie mir noch üppiges Geschenk,

für Stabat, Sacrum

die ich melodierte und widmete.

Berühmte Stadt, sei Dir

vivat gesagt jederzeit!“

Die modernen musikwissenschaftlichen Lexika (New Grove, MGG) zählen drei Stabat-mater-Kompositionen Rybas auf. Jedoch ist ersichtlich, dass er mindestens vier Stabat mater komponierte, denn in seinem Werkverzeichnis von 1801 nennt er drei, ein viertes kam 1805 dazu, welches wohl das sagenumwobenste ist, da Ryba angeblich hierfür zum Pilsener Bürger ernannt wurde.

„Am 28. Mai 1805 erhielt er von der Stadt Pilsen die Ehrenbürgerschaft. Es war die Belohnung für das große lateinische Oratorium Stabat mater für den dortigen Chor der St.-Bartholomäus-Kirche.“

schreibt Němeček in seiner Ryba-Biographie.
Anhand der Primärquellen stellt sich der Sachverhalt anders dar:

„Im Jahre 1805 machte ich – auf Wunsch des Herrn František Křepelka, des ersten Lehrers der Pilsener Hauptschule und zugleich des Direktors des Pilsener Chors – Stabat Mater, das ich dem Ratsherrn Matas, zugleich Inspekteur des Pilsener Chors, widmete; es wurde dankbar angenommen. Ebenfalls komponierte ich für diese altehrwürdige und im Königreich Böhmen immer sich in der Öffentlichkeit durch Menschenliebe auszeichnende Stadt die heilige Messe zusammen mit dem Offertorium, um danach diese musikalischen Werke dem berühmten Magistrat der Stadt zu widmen, was mir eine Belohnung einbrachte, nämlich wurde ich zum Ehrenbürger der Stadt und erhielt außerdem auch 100 Gulden, was mich zum Fortsetzen animieren sollte.“

schreibt Ryba in seiner zweiten, 1811 verfassten Autobiographie. Wie Ryba weiter berichtet, komponierte er das Werk in sechs Wochen. Dank dieser Angabe kann ein recht genauer Zeitplan rekonstruiert werden, wobei nicht nur die Tatsache hilft, dass ein Stabat mater lediglich an zwei Tagen aufgeführt werden konnte: am Karsamstag oder am 15. September. Denn da in der Karwoche keine Orgel ertönen durfte, wurde für die Generalbass-Begleitung ein Cembalo eingesetzt. Dies erklärt, warum die Generalbass-Stimme die Überschrift Clavi=Cembalo aut Organo e Viol: trägt.
Durch Rybas Darstellung ergibt sich folgendes Harmonogramm:
1. Křepelka erbat oder bestellte spätestens Mitte Januar 1805 bei Ryba ein Stabat mater.
2. Ryba komponierte das Werk im Verlauf von sechs Wochen. Eine Einstudierung vor Beginn der Karwoche vorausgesetzt, musste die Partitur spätestens Ende Februar in Pilsen eingetroffen sein, da noch Stimmen erstellt und revidiert werden mussten.
3. Am Karsamstag, dem 13. April 1805 kommt es höchstwahrscheinlich zur Aufführung.
4. Das Werk fand positive Aufnahme. Křepelka wird dies Ryba sofort schriftlich mitgeteilt haben.
5. Daraufhin komponiert Ryba eine Messe sowie ein Offertorium und widmet beide Werke dem Magistrat der Stadt. Dies wird innerhalb zweier Wochen, also bis Anfang Mai geschehen sein. Ryba sendet die Werke nach Pilsen.
6. Für diese beiden Kompositionen (und keinesfalls für das Stabat mater) erhält Ryba am 28. Mai 1805 die Bürgerrechte der Stadt Pilsen.

Diese Sichtweise entspricht genau dem, was Dlabač in seinem Künstlerlexikon in Spalte 617 berichtet:

„Selbst die k. Kreisstadt Pilsen schätzte eine von ihm verfaßte, und ihr verehrte solenne Messe so hoch, daß sie ihn, nebst  einem Geschenke von 100 fl. noch mit dem Bürgerrechte beehrte.“

Da das Offertorium als Zwischenmusik zur Messe gesehen werden konnte, stimmt Dlabaczs Angabe.
Bestätigt wird diese Angabe auch durch den Eintrag in dem Gedenkbuch der königlichen Kreisstadt Pilsen (Kniha pamětní královského krajského města Plzně, 1883):

„Im Jahre 1805 erhielt der Rožmitáler Lehrer Jakub Ryba für die große Messe, die er eigens für die St.-Bartholomäus-Kirche komponierte, 100 Gulden vom hiesigen Stadtrat.“

Am 30. Juli 1805 wurden Ryba 100 Gulden übersandt, wie er in einer Bemerkung zu seiner Autobiographie in Reimen bemerkt.
Bei den dem Magistrat der Stadt Pilsen gewidmeten Werken handelt es sich um die Missa solemnis in d-moll sowie das Offertorium ad Festum S.Bartholomaei. Offert.solemne pro Choro Plsnensis (sic!) anno 1805. Das Bartholomäus-Fest findet am 24. August statt. Ebenso entstanden die/das Moctetum Festo S.Bartholomaei accomodatum (1812) und das Graduale in C pro Festo S.Bartholomaei (1813) zum Patronatsfest der Pilsener Bartholomäus-Kirche, das heißt, am 24. August 1812 und 1813 erklangen hier Werke Rybas.

## Cursus Sacro-harmonicus
Besonders wichtig ist, dass Ryba sein auf die der Stadt gewidmeten Werke folgendes, in seinem Schaffen wohl ehrgeizigstes Projekt in den Dienst Pilsens stellte, nämlich den Plan, für jeden Kirchensonntag eines ganzen Jahres je eine Messe, ein Graduale sowie ein Offertorium zu schreiben. Für 52 Kirchensonntage plante Ryba demnach 156 muzyčních chrámních zpěvů. Unter dem Titel „Cursus Sacro-harmonicus“ (Heilig-harmonischer Zyklus) plante er 9-10 Bände, die er Pilsen widmete, wovon er die ersten fünf auch nach Pilsen schickte.

„Des gleichen Jahres schickte ich den ersten Band meines musikalischen Stücks mit dem Titel Cursus Sacro-harmonicus, der 16 kurze Messen vom ersten Adventsonntag bis zum Quadragesimus enthält, dem berühmten Magistrat der königl. Stadt Pilsen.“

## Datierungsproblematik
Die Ryba-Literatur hat bislang Datierungsprobleme übersehen, die sich mit dieser und anderen Angaben zur Verfertigung des Cursus Sacro-harmonicus zeigen. So gibt Ryba in seiner Autobiographie zum zweiten Band dieses Werkes widersprüchliche Angaben:

„Gerade heute, wenn ich dies niederschreibe, also im Jahre 1811, liegt mir der zweite Band des musikalischen Werkes, das 16 Offertorien beinhaltet, vor, und ich habe vor es noch in diesem Jahr an die entsprechende Stelle zu schicken.“

Nur wenige Zeilen weiter schreibt Ryba:

„Im Jahre 1810 lieferte ich dem berühmten Magistrat der königlichen Stadt Pilsen den zweiten Band meines musikalischen Werkes ab: Cursus Sacro-harmonicus, das 16 Offertorien beinhaltet vom ersten Adventsonntag bis zum Quadragessimo.“

Da der zweite Band erhalten und mit 1811 datiert ist, trifft die erste Angabe zu. Die Erklärung für diesen Widerspruch bietet die Führung der Autobiographie. Während sich die zweite Nachricht im laufenden Text findet, steht die erste in den Bemerkungen. Ryba hatte wohl geplant, 1810 den zweiten Band zu senden und 1810 dies schon voreilig bemerkt, konnte dies aber erst 1811 realisieren. So könnte es zum zweiten Eintrag gekommen sein, der chronologisch vor dem ersten entstand. Allerdings handelt es sich bei diesen Überlegungen um rein theoretische, da das Autograph fehlt.
Es ist anzunehmen, dass Rybas Angabe so zu lesen ist, dass er den ersten, über 700 Seiten umfassenden Band seines Zyklus bereits 1807 oder vielleicht sogar früher, etwa nach seiner Ernennung zum Pilsener Bürger zu konzipieren begann. Teilweise griff er dabei auf ältere Kompositionen zurück, den Großteil komponierte er aber neu. Ende Januar 1808 muss der erste Band des Zyklus abgeschlossen worden sein, am 18. Februar traf dieser in Pilsen ein, wie sich aus einem, von Ryba in seiner Autobiographie wiedergegebenen Ratschlag des Pilsener Magistrat-Sekretärs Johann Pirner vom 4. März 1808 ergibt, in welchem dieser schreibt, dass der (erste Band) „unterm 18. Hornung l.J. ... übermittelte und verehrte Cursus Sacro-harmonicus wird mit besonderem Wohlgefallen aufgenommen und daher demselben nicht nur der Dank, sondern auch die vollkommene Zufriedenheit für dieses musikalische Produkt von Seiten des hierortigen Magistrats mit der Versicherung bezeuget, dass man nicht unterlassen werde bei völliger Beendigung und Ablieferung des Werkes seine diesfalls gehabte Bemühung und dadurch an den Tag gelegte rühmlich Verwendung der hohen Landesstelle anzuempfehlen und um angemessene Belohnung für denselben anzusuchen.“
Unter der hohen Landesstelle kann nur das Gubernium in Prag gemeint sein. Neben einem noch größeren Bekanntheitsgrad war Ryba, der ja dank seiner pädagogischen Fähigkeiten bei höheren Stellen geschätzt und gelobt worden war, somit auch eine entsprechende finanzielle Belohnung in Aussicht gestellt worden. Aufmerksamkeit verdienen allerdings die angeführten Daten. Rybas Sendung war am 18. Februar 1808 in Pilsen eingetroffen, da dies ein Donnerstag war, wird man nur mit größter Eile bis zum nächsten Sonntag, dem 21. Februar, Stimmen erstellt und die diesem Kirchensonntag entsprechende Messe aufgeführt haben. Doch könnte dies in der darauffolgenden Woche geschehen sein, also am Sonntag, dem 28. Februar 1808, am Freitag darauf wird der Brief verfasst. Offensichtlich war es dann keine leere Floskel, sondern man hatte wenigstens eine der Kompositionen Rybas gehört und mit besonderem Wohlgefallen aufgenommen.
Insgesamt stellen sich Inhalt und Datierung der Bände in Rybas Autobiographie wie folgt dar: 1808 (Band I, 16 Messen 1. Advent-Quadragesima), 1810 (1811! Band II, 16 Offertorien 1. Advent-Quadragesima), 1813 (Band III 16 Graduale 1. Advent-Quadragesima) und 1814 (Band IV und Band V, 7 Messen, 7 Graduale und 7 Offertorien zur Fastenzeit).
Zur Übersendung des zweiten Bandes ist keine Reaktion bekannt geworden, František Křepelka wird Ryba aber sicher über Aufführungen und Reaktionen berichtet haben. Als Reaktion auf den dritten Band wurde wohl Ryba versprochen, dass sein Sohn Wohnung und Verpflegung in Pilsen erhält, wo sich seit 1808 ein Gymnasium befand. Die Fürsorge um seinen das Gymnasium in Pilsen besuchenden Sohn Vilém war sicher ein wesentlicher Motivationsfaktor für Rybas Werk:

„Seitdem ich musikalische Stücke schreibe, bin ich auch der Stadt Pilsen dankbar. Ich bin diesem Ort nun sehr verbunden. Durch einen Freund – sei es mir gegeben mich richtig dankbar zu zeigen! – erhielt ich für meinen zweiten Sohn Vilém von manchen gutmütigen Menschen Mittagessen – durch solch menschenfreundliche Hilfe kann nun mein Sohn seine Studien betreiben, weil ich, ein armer, mit sieben unversorgten Kindern belasteter Vater, der außer dem bescheidenen schulischen Einkommen sonst kein Vermögen besitzt, nicht imstande war, seine Kinder ohne diese menschenfreundliche Hilfe in die Schule zu schicken; weshalb ich hier mit einer echten vom Herzen kommenden Dankbarkeit diese Wohltäter zum ewigen Gedenken verzeichnen möchte deren Namen sind: der ehrenwerte Herr Tomáš Kordík, Dekan und Prälat in Pilsen; Herr Matas, Ratsherr und Schul- sowie Chorinspektor wie auch sein Bruder Herr Matas, Doktor der Rechtswissenschaften; wohlgeborene Frau Baronin von Leštiny; Herr Karel Pěvec, der neben anderen Wohltaten es erlaubte, dass mein Sohn bei ihm Fortepiano üben darf; Herr Kraus, ehemals Ober in Křimice, ferner Herr Franc, Wirt der Gaststätte „Bílá růže“. Gott möge diesen Menschenfreunden alles reichlich hier wie auch in der Ewigkeit ersetzen! Dies ist mein ständiges wie inbrünstiges Gebet, das, wie ich hoffe, vom Allerheiligsten gehört wird. Dieses dankbare Gefühl versuche ich auch meinem Sohn beizubringen und halte ihn dazu, mit seiner guten und lobenswerten Verhaltensweise diesen Wohltätern seine Dankbarkeit zu zeigen, für sie zu beten, und sie – wie auch seine besten Freunde – zu achten, solange er lebt, und sich mit Worten wie Taten dankbar zu zeigen. Mit Sicherheit wird die Stadt Pilsen gesegnet werden, weil sie so vielen Kindern, deren Eltern dazu nicht in der Lage sind, welche sich jedoch mit Befähigung, Fleiß und Sittlichkeit auszeichnen, eine zuvorkommende Hilfe so wirksam leistet. Sie alle – egal in welchem Zustand sie sich befinden – werden mit Dankbarkeit diese Stadt, die sich immer durch Güte auszeichnete, segnen. Ich segne sie auch, und solange ich lebe, mit Dankbarkeit werde ich über sie sprechen; all meine Fähigkeiten werde ich dazu nutzen, damit ich mich wenigstens so dankbar zeigen kann.“

Auch während seiner Arbeit an diesem großen Zyklus widmete Ryba Pilsen weitere Werke:
1812: Responsoria pro feria V, VI et Sabbato Sancto und 1808: Vesperae omnibus per annum festis adaptatae
Doch auch auf dem weltlichen Gebiet komponierte Ryba Werke für Pilsen. So wurde am 18. Oktober 1814 im Pilsner Theater (nicht im heutigen, erst 1902 eröffneten!) Rybas Kantate Jubel der Pilsener aufgeführt.

„Glaubt nicht, ihr Lästerer,

ihr der Mode nachlaufenden Möchtegerne-Weisen,

dass ich singe um meines Gewinns willen

der Stadt Pilsen Rosenkränze flechte!

Schaut in alte Schriften!

(Die verraten euch: was bist du!)

Schaut hin, dann wisst ihr

dass Balbín es war

der das treue Pilsen lobte,

ewiges Lob für diese Stadt in Böhmen!“

Ryba sollte seinen Cursus Sacro-harmonicus nicht vollenden. Als befürchte er dies, vermerkte er selbstkritisch zu seiner großen Aufgabe:

„Es ist jedoch an der Zeit, dass ich mein Vorhaben verwirkliche. denn die Jahre gehen vorbei, und mit ihnen, wie es bei Menschen so üblich ist, besonders bei denen mit vielen Kindern, auch mehr Sorgen, welche die größten Qualen der menschlichen Seele und dem Herzen bringen. Ich bin jetzt 46 Jahre alt: ich bin ein Vater von sieben noch nicht versorgten Kindern, und habe dabei nur die Einkünfte eines Lehrers. Das macht mir aber nichts aus, die Vorsehung des Allmächtigen hat mich noch nie verdammt; ich bin froh, und sie wird mir trotz aller Schwierigkeiten so viel Geist und Herz geben, so dass ich meine treumütige Absicht und vielleicht auch etwas mehr erfüllen werde. Es ist beglückend, den Schöpfer durch Lieder zu loben und so die eigene Dankbarkeit zu zeigen. Das ist auch der wirksamster Anreiz. Bewahre Gott, dass ich vollbringe – glücklich vollbringe –, was ich mir zu Deiner Ehre und Deinem Ruhm vorgenommen habe!“

Zitat:

„Am 8. April 1815 beendete Jakub Jan Ryba sein Leben und die Stadt Pilsen verlor nach mindesten 15 Jahren intensiven, musikalischen Kontaktes nicht nur einen Bürger, sondern auch einen ihrer bedeutendsten Komponisten.“